# Ariane 1
För andra betydelser, se Ariane.
Ariane 1, fransktillverkad rymdraket från Aerospatiale. 
Första uppskjutningen genomfördes 24 december 1979 från raketbasen Centre Spatial Guyanais utanför Kourou i Franska Guyana i norra delen av Sydamerika. Den sista uppskjutningen skedde 21 februari 1986.

## Uppskjutningar
Se Lista över Ariane uppskjutningar för en lista över alla Arianeuppskjutningar.
Totalt gjordes elva uppskjutningar av Ariane 1-raketer. Två av dem misslyckades.
Den mest kända av lasterna bör vara rymdsonden Giotto som skickades upp för att studera Halleys komet.
1986 sköts den svenska satelliten Viking upp med en Ariane 1-raket.